# Ђукићи
Ђукићи су насељено мјесто у општини Шипово, Република Српска, БиХ. Према попису становништва из 1991. у насељу је живјело 231 становника.

## Становништво
| Националност       | 1991. | 1981. | 1971. | 1961. |
| Срби               | 227   | 385   |       |       |
| Муслимани          | 2     |       |       |       |
| остали и непознато | 2     |       |       |       |
| Укупно             | 231   | 385   | '     | '     |

| Демографија | Демографија | Демографија |
| Година      | Становника  | Становника  |
| ----------- | ----------- | ----------- |
| 1961.       | 682         |             |
| 1971.       | 585         |             |
| 1981.       | 385         |             |
| 1991.       | 231         |             |

### Презимена
- Ђукић
- Томић
- Рађен
- Попадићи
- Сакан